# سرا د دارو
سرا د دارو (به اسپانیایی: Serra de Daró) یک شهرستان در اسپانیا است که در استان خرنا واقع شده‌است.

## خصوصیات
سرا د دارو ۲۳٫۷۲ کیلومترمربع مساحت و ۱۹۴ نفر جمعیت دارد و ۱۵ متر بالاتر از سطح دریا واقع شده‌است.